# Patricia Bath
Pour les articles homonymes, voir Bath.
Patricia Era Bath (née le 4 novembre 1942 à Harlem, New York et morte le 30 mai 2019 à San Francisco) est une ophtalmologiste et chercheuse américaine. Parmi ses innovations figure notamment la technique d'opération de la cataracte par rayon laser, utilisée dans le monde entier. Elle est la première Afro-Américaine à obtenir un         
brevet d'invention dans le domaine médical.

## Biographie

### Jeunesse et formation
Patricia Era Bath est née le 4 novembre 1942 à Harlem, dans l’État de New York. Patricia est la fille de Rupert Bath, un immigrant trinidadien et le premier conducteur afro-américain du métro de New York, et de Gladys Rupert, une employée de maison. Jeune elle est confrontée aux discriminations racistes et sexistes, malgré ces humiliations, elle se montre une brillante élève. C'est en lisant l'œuvre et la biographie d'Albert Schweitzer que Patricia Bath s'oriente vers la médecine,,,.
Pendant ses études à la Charles Evans Hughes High School, Patricia Bath obtient une bourse de la National Science Foundation qui lui permet de participer à un projet de recherche à l'université Yeshiva sous le tutorat du rabbin Moses D. Tendler, et au centre hospitalier de Harlem sur les corrélations entre le cancer, la nutrition et le stress. Le responsable du programme de recherche, le Dr Robert O. Bernard, réalise l’importance de ses conclusions et les publie dans un article scientifique, publication qui lui permet, en 1960, de recevoir le  Merit Award décerné par le magazine Mademoiselle,,,,,.
Après ses études secondaires, elle entre au Hunter College de New York, où elle obtient en 1964 son Bachelor of Arts en chimie (Licence), puis elle entre à l'Université Howard de Washington pour suivre sa formation de médecin. Elle obtient son diplôme de médecin (M.D) en 1968,,,.
De 1969 à 1970, elle obtient son diplôme de chirurgien spécialisé en ophtalmologie à l'université Columbia de New York. Patricia Bath est la première afro-américaine à obtenir un diplôme de chirurgien du département médical de l'université Columbia, le Jules Stein Eye Institute (en),,,,

### Carrière
En tant que praticienne à la clinique ophtalmologique de Harlem, elle a remarqué que de nombreux patients souffraient de cécité consécutive à un glaucome, alors que peu de patients de la clinique ophtalmologique du centre médical de Columbia étaient atteints. Après d’autres recherches, elle a conclu dans un rapport que les Afro-Américains étaient deux fois plus susceptibles de souffrir de cécité que la population en général. Dans ses conclusions, Patricia Bath estimait que la principale explication de cette disparité était le manque d'accès aux soins ophtalmologiques pour les Noirs et les autres personnes socialement défavorisées. À la suite de quoi, avec le Dr Aaron Ifekwunigwe (pédiatre) et le Dr Alfred Cannon (psychiatre) elle co-fonde l'American Institute for the Prevention of Blindness / Institut américain de prévention de la cécité ; institut qui promeut, entre autres, le concept d'ophtalmologie communautaire, et qui fonctionne comme un programme de proximité, envoyant du personnel hospitalier pour fournir un dépistage de la vision, des cataractes et du glaucome. Cet institut a permis de sauver la vision des personnes âgées et de fournir des lunettes pour les enfants scolarisés,,,,.
De 1974 à 1987, Patricia enseigne l’ophtalmologie à l'université de Californie à Los Angeles,,,.
En 1983, elle devient professeur titulaire de chaire à l'UCLA, et y dirige son département médical la Charles R. Drew University of Medicine and Science (en)/ Université de médecine et des sciences Charles R. Drew,.
En 1986, après de longues années de recherches Patricia Bath dépose son brevet d'opération de la cataracte par sonde laser le Laserphaco Probe,, opération pratiquée depuis dans le monde entier. Elle est ainsi, la première femme afro-américaine à obtenir un brevet pour une invention dans le domaine médical, elle déposera quatre autres brevets visant à améliorer le procédé,,,.

### Vie privée
Patricia décède des suites d'un cancer le 30 mai 2019 au centre médical de l'université de Californie à San Francisco,.
Ses funérailles sont célébrées à la Holman United Methodist Church de Los Angeles.

## Prix et distinctions
- 1988 : cérémonie d'admission au Hunter College Hall of Fame,
- 2001 : cérémonie d'admission au Women in Medicine Hall of Fame fondé par l'American Medical Women's Association (en)[24],[25],
- 2017 : lauréate du prix récompensant l'ensemble de ses contributions décerné par l'Association of Black Women Physicians[26]
- 2018 : récipiendaire de la médaille John Stearns décernée par l'Académie de médecine de New York, pour ses contributions remarquable dans la pratique clinique[27],
- 2021 : cérémonie d'admission au National Inventors Hall of Fame[28],

### Notices dans des encyclopédies et ouvrages de références
- (en-US) Susan K. Henderson, African-American Inventors III, Capstone Press, 1er janvier 1998, 56 p. (ISBN 9781560656982, lire en ligne), p. 9-14. ,
- (en-US) Wini Warren, Black Women Scientists in the United States, Bloomington, Indiana, Indiana University Press, 1er février 2000, 366 p. (ISBN 9780253336033, lire en ligne), p. 13-15,
- (en-US) James Haskins & Otha Richard Sullivan, African American Women Scientists and Inventors, New York, John Wiley & Sons, 12 octobre 2001, 153 p. (ISBN 9780471387077, lire en ligne), p. 88-92,
- (en-US) Sandra Braun, Incredible Women Inventors, Toronto, Ontario, Canada, Second Story Press, 1er mars 2007, 113 p. (ISBN 9781897187159, lire en ligne), p. 77-86,
- (en-US) Jeff Young, Inspiring African-American Inventors: 9 Extraordinary Lives, Berkeley Heights, New Jersey, Enslow Publishers, 1er septembre 2009, 131 p. (ISBN 9781598450804, lire en ligne), p. 98-107,
- (en-US) Ray Spangenburg, Diane Moser & Steven Otfinoski, African Americans in Science, Math, and Invention, New York, Facts on File, 1er octobre 2011, 260 p. (ISBN 9780816083312, lire en ligne), p. 11-12,
- (en-US) Sandra Braun, Women Inventors Who Changed the World, New York, Rosen Central, 15 décembre 2011, 123 p. (ISBN 9781448859962, lire en ligne), p. 77-86,
- (en-US) Crystal McCrary & Nathan Williams (photogr. Lauri Lyons), Inspiration: Profiles of Black Women Changing Our World, New York, Stewart, Tabori & Chang, 1er mars 2012, 259 p. (ISBN 9781613123447, lire en ligne), p. 38-45,
- (en-US) Henry Louis Gates Jr. (dir.), African American National Biography, vol. 1, Aaron- Blake, Oxford, Massachusetts, Oxford University Press, USA, 15 mars 2013, 577 p. (ISBN 9780199920778, lire en ligne), p. 407-408. ,
- (en-US) Heather S. Morrison, Inventors of Health and Medical Technology, New York, Cavendish Square Publishing, 1er août 2015, 147 p. (ISBN 9781502606587, lire en ligne), p. 15-19. ,

### Articles
- (en-US) « Dr. Patricia Bath », sur cfmedicine.nlm.nih.gov, 3 juin 2015,
- (en-US) Neil Genzlinger, « Dr. Patricia Bath, 76, Who Took On Blindness and Earned a Patent, Dies », The New York Times,‎ 4 juin 2019 (lire en ligne),
- (en-US) « OSA Mourns the Loss of Dr. Patricia Bath, Ophthalmology Pioneer, Inventor and Role Model », sur Optica (formerly OSA), Advancing Optics and Photonics Worldwide, 5 juin 2019,
- (en-US) « In memoriam: Dr. Patricia Bath, 76, physician and inventor who helped ‘restore or improve vision for millions’ » , sur UCLA Health, 6 juin 2019,
- (en-US) Denis Guilhot, « Patricia Era Bath: a community Ophthalmologist », Photoniques,‎ 24 juillet 2021 (lire en ligne  [PDF]),